# Machulince
Machulince jsou obec na Slovensku v okrese Zlaté Moravce v Nitranském kraji. Žije v ní přibližně 1 100 obyvatel.

## Historie
Na území obce jsou dokumentovány bohaté stopy osídlení z neolitu i z doby halštatské. První písemná zmínka o Machulince pochází z roku 1275, kdy byla vesnice uvedena pod názvem Mohala. Král Ladislav IV. ji tehdy daroval poddaným hradu Tekov. Později se název vsi objevuje ve tvarech Mahwlencze (1564), Mahwlincz (1600), Mahulince (1808). Koncem 14. a v 15. století vesnice patřila hradu Hrušov, část opatství v Hronském Beňadiku, později Keflevichům a Károlyiům. V 19. století ve vsi fungovala továrnička na výrobu střešních tašek a kachliček. Ve 20. století se nad obcí těžil andezit.

## Přírodní poměry
Obec leží na severovýchodním okraji Požitavské pahorkatiny na úpatí Pohronského Inovce v údolí řeky Žitavy. Katastr má charakter pahorkatiny až vrchoviny, rozkládá se v nadmořské výšce mezi 220 a 700 metry. Podklad je tvořen jíly, písky a andezity. Zalesněná je východní část katastru (roste zde nejvíce dub, habr a buk).

## Pamětihodnosti
- klasicistní kaple z roku 1833, rozšířená v roce 1918